# Rebecca Sinclair
Rebecca (Bex) Sinclair (Takapuna, een voorstad van Auckland, 11 september 1991) is een Nieuw-Zeelandse snowboardster. Ze leerde snowboarden op Mount Ruapehu. Haar specialiteit is de halfpipe. Ze nam deel aan de Olympische Winterspelen 2010 in Vancouver en de Winterspelen van 2014 in Sotsji. Op beide Spelen eindigde ze op de 21e plaats. In 2010 was ze het jongste lid van de Nieuw-Zeelandse ploeg. In 2014 viel ze in haar beide kwalificatieruns en werd 11e in haar reeks, niet voldoende voor een plaats in de volgende ronde.
Sinclair heeft eenmaal een Wereldbekerwedstrijd gewonnen; dat was in december 2011 in Copper Mountain (Colorado).

## Resultaten

### Olympische Winterspelen
| Jaar | Plaats    | Resultaten   |
| ---- | --------- | ------------ |
| 2010 | Vancouver | 21e halfpipe |
| 2014 | Sotsji    | 21e halfpipe |

### Wereldkampioenschappen
| FIS  | FIS       | FIS                        |
| Jaar | Plaats    | Resultaten                 |
| ---- | --------- | -------------------------- |
| 2009 | Gangwon   | 28e Halfpipe               |
| 2011 | La Molina | 22e Slopestyle 4e Halfpipe |

| WSF  | WSF    | WSF         |
| Jaar | Plaats | Resultaten  |
| ---- | ------ | ----------- |
| 2012 | Oslo   | 4e Halfpipe |

### Wereldbeker
Eindklasseringen
| Seizoen   | Algm | Halfpipe |
| --------- | ---- | -------- |
| 2008/2009 | 85e  | 30e      |
| 2009/2010 | 107e | 42e      |
| 2010/2011 | -    | -        |
| 2011/2012 | 47e  | 36e      |
| 2012/2013 | 72e  | 42e      |
| 2013/2014 | 4e   | 2e       |
| 2014/2015 | -    | -        |
| 2015/2016 | -    | -        |